# Clarinette contrebasse
La clarinette contrebasse est souvent utilisée en ensemble de clarinettes et en orchestre d'anches simples. Elle permet d'obtenir en ensemble un soutien exemplaire faisant ressortir les harmoniques des autres instruments. Arnold Schönberg l'a utilisée dans ses Orchestrestücke op. 16. Le compositeur français Jean-Louis Agobet a composé en 2002 le concerto Génération pour trois clarinettes et orchestre incluant une importante partie de clarinette contrebasse.
Le compositeur de musique spectrale Gérard Grisey a composé en 1983 un diptyque pour clarinette contrebasse solo Anubis-Nout.
- En anglais: contra bass clarinet, double bass clarinet.
- En allemand: Kontra-Bass-Klarinette.
- En néerlandais: contrabasklarinet.
- En italien: clarinetto  contrabbasso si♭

## Histoire

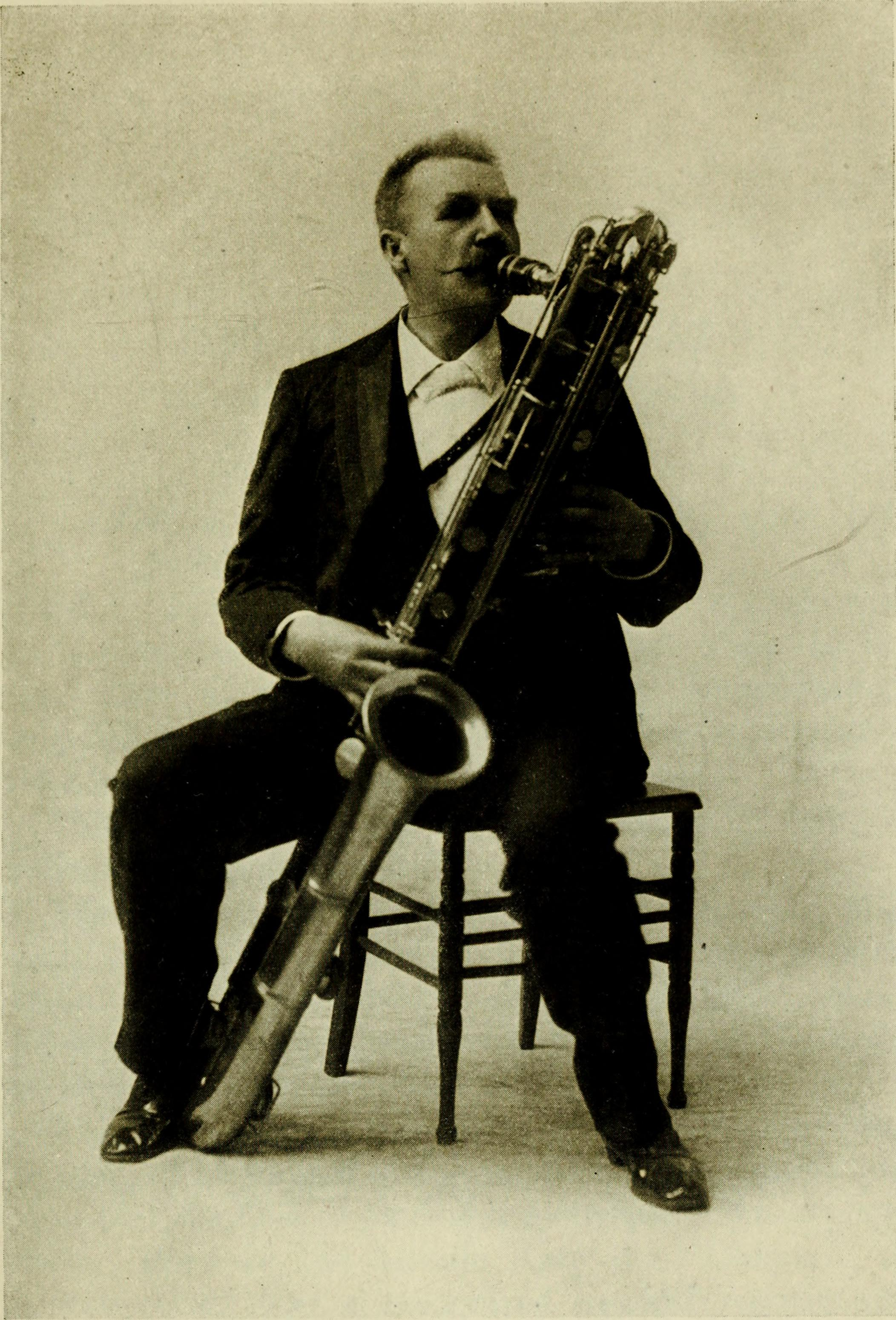
Instrumentiste jouant une clarinette contrebasse (Besson ?). The Symphony society of New York, par Esther Singleton, ca. 1917

À l'exception des très rares exemplaires de clarinettes octo-contralto et du prototype de clarinette octo-contrebasse produites par la maison Georges Leblanc Paris et conçues par l'acousticien Charles Houvenaghel, la clarinette contrebasse joue la tessiture la plus grave de la famille des clarinettes.
Une clarinette contrebasse en si♭, appelée contrebasse guerrière, a été inventée par l'orfèvre Dumas, de Sommières, au début du XIXe siècle. Il est discuté en 1811 à l'Académie des Beaux-arts de son usage dans les orchestres militaires en France pour des raisons esthétiques en réaction à l'introduction de la contrebasse à cordes à l'Opéra en 1732 par Montéclair et du trombone en 1773 par François-Joseph Gossec .
En 1829, M. Streitwolf, facteur d'instrument à Goettingue, fait connaitre « une clarinette contrebasse qui descendait au contre-fa et dont le doigté comme la forme, était ceux du cor de bassette. Elle sonnait exactement l'octave grave de cet instrument (...) ». Il s'agit probablement d'une clarinette contrebasse, voire contralto, en fa dont la tonalité est aujourd'hui abandonnée.
En 1833, Henri Brod, luthier renommé pour ses améliorations apportées au hautbois, au cor anglais et au hautbois baryton, est identifié par François-Joseph Fétis comme facteur d'une clarinette contrebasse.

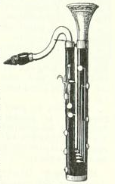
Batyphon (1839).

Le batyphon, est défini comme un « instrument inventé en 1839 par Wieprecht, directeur des corps de musique de la garde royale de Prusse, et Skorra, facteur d'instruments de la cour royale. C'est une sorte de clarinette contre-basse en ut d’une sonorité très égale et pleine d’ampleur, sur toute l'étendue de son échelle. Sa construction diffère de celle de la clarinette ordinaire par la disposition des trous latéraux, qui étant donné les dimensions de l'instrument, ne sont plus accessibles aux doigts et doivent être bouchés à l'aide de clefs. L'ouverture successive des trous latéraux produit les sons fondamentaux dont l'effet réel est à l'unisson des notes comprises entre mi (mi−1) et la♯ (la♯1) » (en notation latine).
Adolphe Sax dépose un brevet pour une clarinette contrebasse en mi♭ en 1851 dans le but de remplacer la contrebasse à cordes de l'orchestre symphonique dans les orchestres d'harmonie en descendant jusqu'au sol comme elle. Grand collectionneur d'instruments qu'il étudiait pour ses travaux organologiques et ses inventions, Sax disposait d'un exemplaire du batyphon dans ses collections.
Dans les années 1885, Evette et Schaeffer réalise une clarinette-contrebasse « sonnant à l’octave inférieur de la clarinette basse. Ce qui distingue cette nouvelle clarinette, c’est non seulement la rondeur, la justesse et la beauté des sons (qui ne sont pas accompagnés de vibrations ou bruits désagréables, comme certains instruments similaires), mais encore la facilité d’octaviation ou plutôt de quintoiement, et surtout la conservation du timbre particulier à la clarinette, qui fait de ce nouvel individu, un membre appartenant bien à la famille. La clarinette-contrebasse Evette et Schaeffer est en métal à perce large (4 centimètres environ), elle est cotée 650 francs. »
« En 1889, le facteur de cuivres Fontaine-Besson a commencé à produire une nouvelle clarinette-pédale. Cet instrument se compose d'un tube de 10 pieds (3,0 m) de long, dans lequel des alésages cylindriques et coniques sont combinés. Le tube est redoublé deux fois sur lui-même. Il possède 13 clés et 2 anneaux sur le tube, et le doigté est le même que pour la clarinette en si♭ sauf pour les huit demi-tons les plus élevés. La sonorité est riche et pleine à l'exception des notes les plus graves, qui sont inévitablement un peu rugueuses en qualité, mais beaucoup plus sonores que les notes correspondantes du contrebasson. Le registre supérieur ressemble au registre du chalumeau de la clarinette en si♭, car il est rosé et doux  ». Un brevet pour cet instrument est déposé dans six pays par Marthe Besson chargée des brevets et cheffe de l'entreprise familiale de facture instrumentale,. Constant Pierre donne également une description de cet instrument pour l'exposition universelle de 1889 bien qu'il ne soit pas finalisé.
Vers 1920, le modèle de Fontaine-Besson (basé sur le système Albert) laisse place à celui de Buffet-Crampon (basé sur le système Boehm) dans les orchestres.
La maison Gottlob Hermann Hüller, installée à Schöneck im Vogtland, fabrique en 1939 un modèle allemand de clarinette contrebasse à 22 clés avec le corps en bois et le pavillon en métal ; modèle qui est exposé au musée tchèque de la musique. Le facteur Fritz Wurlitzer réalise également un modèle allemand dans les années 1975 visible dans ses ateliers.
De 1950 à 1983, le facteur Georges Leblanc Paris produit plusieurs évolutions du modèle en métal (modèle 340,, argenté ou nickelé) de clarinette contrebasse en si♭ en forme de trombone (dite paperclip) descendant à l'Ut grave, et disposant de deux clés de registre automatisées, voire une 3ème clé de registre manuelle pour le modèle le plus moderne étendant le registre suraigu à 5 octaves et demi. Cette forme en trombone rappelle celle du contrebasson et facilite le transport de l'instrument par rapport au modèle traditionnel de forme droite non démontable, qui constituait un des freins à sa diffusion. Ce modèle a été très diffusé aux États-Unis dans les universités et les High-Schools après la seconde guerre mondiale et demeure très utilisé de nos jours par les musiciens professionnels en dépit de l'arrêt de sa fabrication.
Les autres facteurs de clarinettes contrebasse ont généralement développé des modèles droits (rectilignes). On citera notamment:
- Henri Selmer Paris: 
  - modèle série 9 (1960?)
  - modèle 28 en palissandre de Rio descendant à l'Ut grave, 18 clés, 7 plateaux, diamètre perce: 33,9 mm
- Georges Leblanc Paris: modèle 342 (de 1964 à 1983[22]) en métal descendant au mi bémol grave
- Leblanc USA: modèle L7182 en matériau Reso-Tone descendant au mi♭, diamètre perce: 1,182" (30,02 mm)
- Linton, distributeur américain sous son nom de clarinettes Orsi notamment
- Ripamonti, facteur italien:  
  - modèle 323 en palissandre descendant à l'Ut grave à la fois mi♭ et si♭
  - modèle 123-1m en métal de forme paperclip descendant à l'Ut grave[23] fabriqué par le chinois Jinbao
- Le facteur italien Orsi a également fabriqué une clarinette de contrebasse en métal en si♭ descendant jusqu'au ré dans les années 1960.

Buffet Crampon avait développé un modèle compact de clarinette contrebasse en métal dont la production a été arrêtée par la seconde Guerre Mondiale.
En 2006, le facteur munichois Benedikt Eppelsheim a développé un modèle de clarinette contrebasse avec une triple clé de registre automatique sur la forme du saxophone baryton avec deux variantes de perce: 32 mm (sonorité déliée) et 36 mm (sonorité plus pleine). Elle dispose des 4 clés de trille à la main droite. Sa hauteur totale est relativement réduite (1,19 m) par rapport aux modèles rectilignes.

Clarinettes contrebasse de Benedikt Eppelsheim, 2006 et Leblanc 340 "Paperclip" descendant à l'ut grave, 1983
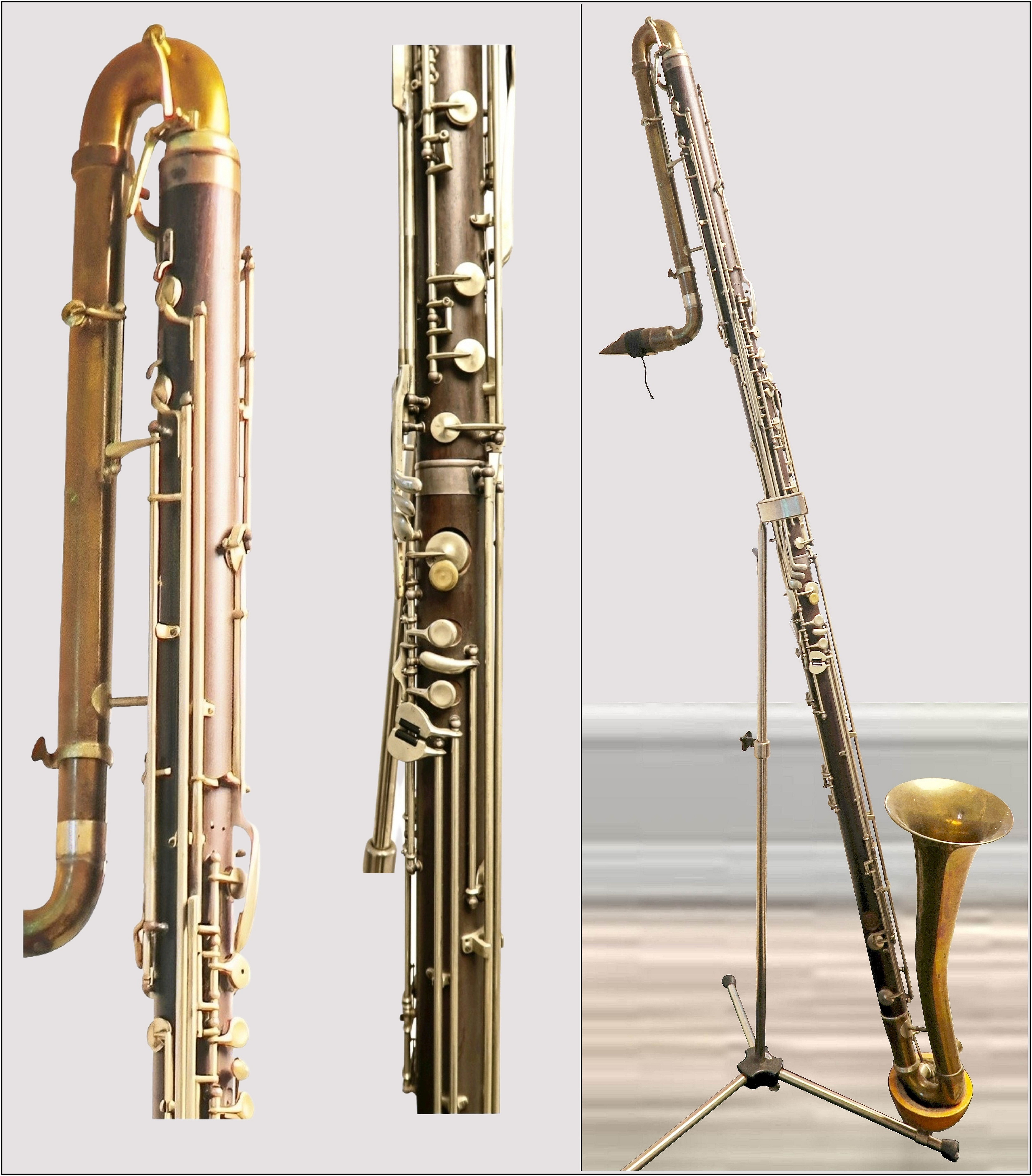
Clarinette contrebasse allemande de Fritz Wurlitzer, ca. 1975.

## Évolution

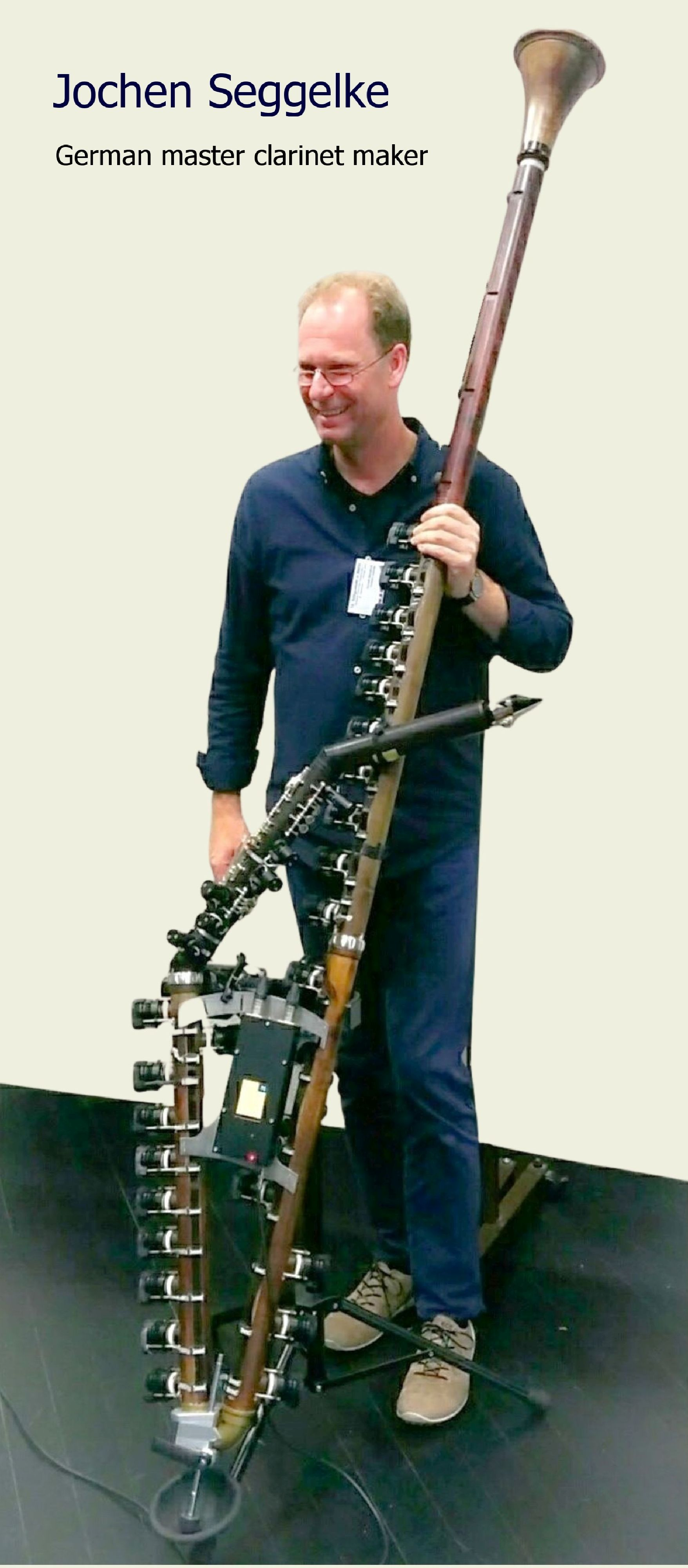
Jochen Seggelke présentant la clarinette contrebasse étendue CLEX (2023).

Divers prototypes d'une nouvelle clarinette contrebasse, appelée CLEX (en anglais : Contrabass Clarinet Extended), ont été développés depuis 2013 selon une solution mécatronique par une équipe de recherche sous la direction d’Ernesto Molinari (professeur à la Haute École des Arts de Berne), de Jochen Seggelke (facteur de clarinette) et de Daniel Debrunner (mécatronicien). Les plateaux équipés de moteurs sont télécommandés à distance par les doigts du musicien via des touches équipées de capteurs électroniques. Ce type d'instrument ouvre de nouvelles perspectives musicales pour les instrumentistes et les compositeurs. Le positionnement des trous sur le corps de la clarinette s'affranchit totalement des contraintes mécaniques
traditionnelles.
En juin 2016, Molinari a présenté le premier des trois prototypes fonctionnels lors de deux concerts.

## Perce
La perce des clarinettes contrebasses va de 30 millimètres à 36 millimètres, voire 44 millimètres (1,75 pouce) selon le modèle. Elle peut être poly-cylindrique pour les instruments modernes.

## Bec, anche et embouchure

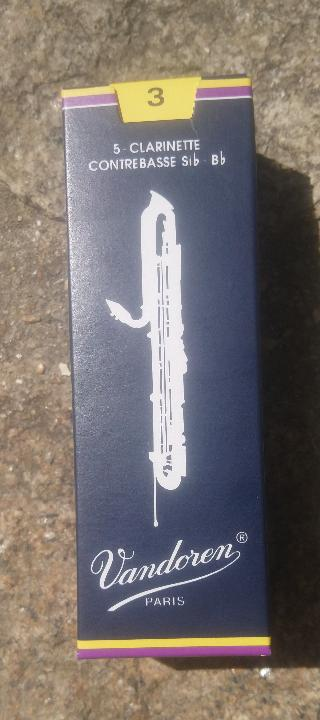
Boite d'anches Vandoren pour clarinette contrebasse en ' représentant un modèle paperclip Leblanc Paris.

Le diamètre du tenon pour le montage du bec d'une clarinette contrebasse varie peu d'un constructeur à l'autre. Il mesure de l'ordre de 35 mm environ.
Le modèle en métal de clarinette contrebasse Leblanc a connu un tel succès qu'il est représenté sur la boîte d'anches de chez Vandoren.
La taille de l'anche pour cette clarinette est plus grande (20 mm x 89 mm environ) que celle des clarinettes soprano (12 x 67 mm), alto, basse (16,6 mm x 78 mm environ) et contralto.
On peut jouer également des anches synthétiques.
NB. Certaines clarinettes contralto comme les modèles de chez Georges Leblanc Paris utilisent un bec de clarinette contrebasse.
Compte-tenu des fréquences basses des notes de l'extrême-grave qui ont tendance à ébranler la tête (fréquence = 29,27 Hz pour un si♭-2 réel (ou Ut grave de la clarinette) en notation latine / diapason la3 = 442 Hz) et à perturber la vision, certains instrumentistes américains préconisent d'utiliser la technique d'embouchure des anches doubles dite double lip qui n'est plus enseignée en France à la clarinette et qui permet de limiter la pression exercée sur l'anche.

Alain Billard indique que pour le triptyque Art of Metal I, II, III de Yann Robin: 

« cette pièce est autour du métal. On a même poussé le jeu très loin puisque j’ai fait faire des becs en métal sur mesure, pour que ce soit du métal de bout en bout. On a même essayé de faire une anche en métal, mais c’est comme une lame de rasoir ! - Alain Billard »

## Longueur et transport
La longueur du tuyau déplié (sans compter le pavillon) mesure environ 2 mètres et demi pour une clarinette descendant au mi bémol grave à 3 mètres pour une clarinette descendant à l'ut grave.
L'encombrement de la clarinette contrebasse « paperclip » Leblanc est d'environ 111,7 cm en hauteur et le corps peut être démonté en 2 parties. Ce modèle dispose de diverses solutions d'étuis de transport rigides relativement compacts en permettant de superposer le corps démonté en deux parties. Il est également possible d'utiliser un étui de basson souple.
L'instrument peut se jouer assis ou debout le plus souvent avec une pique ou plus rarement avec une cordelière seule.
Une fois monté, l'instrument peut être reposé sur un support d'instrument adapté (en anglais : stand).

## Tonalité
La clarinette contrebasse est un instrument transpositeur en si bémol. Elle joue une octave en dessous de la clarinette basse ; une quarte en dessous de la clarinette contralto, une quinte au-dessus de la clarinette octo-contralto, une octave au-dessus de la clarinette octo-contrebasse.
La tessiture écrite de la clarinette contrebasse en si♭ est do2 - sol5 (voire mi6 ou +), et sonne respectivement en réel si♭-2 - fa3 (voire ré4 ou +) (en notation latine). La fréquence d'un si♭-2 correspond à 29,27 Hz avec un diapason la3 à 442 Hz.
Elle rivalise avec la note la plus grave du contrebasson, ce qui autorise que certains compositeurs les fassent jouer à l'unisson.

## Fabricants ou distributeurs
Le nombre de fabricants de clarinette contrebasse est extrêmement limité au XXIe siècle:
France :
- Henri Selmer Paris
- ( Georges Leblanc Paris a disparu )

USA:
- Conn-Selmer / Leblanc

Allemagne :
- Benedikt Eppelsheim
- Seggelke Klarinetten
- Foag Klarinettenbau

Italie :
- Ripa Musical Instruments, distributeur d'un modèle chinois

Chine :
- Tianjin Frater Musical Instrument Co., Ltd.

## Répertoire
Peu connue du grand public, la clarinette contrebasse est néanmoins présente dans tous les styles de musique, de la musique classique au Jazz (e.g. Anthony Braxton...) en passant par la musique contemporaine et le rock expérimental (e.g. compositions de Frank Zappa, Dave Matthews Band... ).
Elle est également présente pour son velouté dans la musique de jeux vidéo (Wilbert Roget II (en)... ).
Par rapport au répertoire de la clarinette contralto, celui de la clarinette contrebasse est plus vaste.

### Musique classique
- Vincent d'Indy, Fervaal, opus 40 (1881-1895).
- Camille Saint-Saëns, Hélène (1904).
- Arnold Schönberg, 
  - Fünf Orchesterstücke, opus 16 (1909). La clarinette contrebasse est en doublure du contrebasson au tout début de la pièce n°1.
  - Vier Orchesterlieder, opus 22 (1913-1916).
- Florent Schmitt, Dionysiaques, opus 62 (1913) pour orchestre d'harmonie.
- Richard Strauss, Josephs Legende (1914).
- Edgard Varèse, Amériques (1918-1922) pour grand orchestre.
- Havergal Brian, Symphonie No. 1 The Gothic, en ré mineur (1919–27 - éd. 1932), pour orchestre avec quatre solistes, quatre chœurs mixtes, chœurs d'enfants, cuivres en coulisses pour la partie 2.
- Igor Stravinsky, The Flood (1961-1962), musical play.
- Krzysztof Penderecki, Cappricio (1967), Concerto pour violon et orchestre.
- Vinko Globokar, Discours IV (1974) pour 3 clarinettes: clarinette, clarinette basse et clarinette contrebasse.
- Esa-Pekka Salonen,
  - Floof (Chants de l’Homère homéostatique) (1982).
  - L.A. Variations (1996-1997) pour orchestre.
  - Wing on Wing (2004), pour 2 sopranos solistes et orchestre. « Au début de l’œuvre, leurs voix sont doublées par les bois les plus graves, le contrebasson et la clarinette contrebasse, ce qui crée une nouvelle espèce d’instrument hybride, créature fantastique mi-humaine mi-machine » indique le compositeur.
  - Concerto pour piano et orchestre (2007).
- Hans Werner Henze, Symphonie No. 7 (1983-1984)
- Luigi Nono, Prometeo. Tragedia dell'ascolto (1984).
- Pascal Dusapin, Anacoluthe (1987) pour voix de femme, clarinette contrebasse et contrebasse à cordes.
- Olivier Messiaen, Éclairs sur l'Au-Delà... (1987-1991).
- John Corigliano, Symphony No. 1 (1988) pour orchestre.
- Louis Andriessen, Hadewijch (De Materie Part II) (1988) pour soprano, huit voix et grand ensemble .
- David Maslanka (en), Symphonie No. 4 (1994) pour orchestre d'harmonie.
- Thomas Adès, Asyla (1997) pour grand orchestre.
- Philippe Manoury, Fragments pour un portrait (1998): sept pièces pour ensemble de trente musiciens.
- Elliott Carter, Asko Concerto (1999-2000) pour ensemble instrumental mixte de 10 à 25 instruments.
- Jonathan Harvey,
  - Mother Shall Not Cry (2000).
  - Bird Concerto with Pianosong (2001).
  - Jubilus (2003).
- Peter Eötvös, Le Balcon (2001-2002), opéra. La clarinette contrebasse est bien mise en valeur par le compositeur dans cette œuvre.
- John Adams, 
  - On the Transmigration of Souls (2002) pour orchestre, chœurs, chœurs d'enfants et sons fixés.
  - Doctor Atomic (2005).
- Jean-Louis Agobet, Génération (2002): concerto grosso pour trois clarinettes et orchestre incluant une importante partie de clarinette contrebasse.
- Adam Gilberti, Forces of Nature (2008).
- Philip Glass, Kepler (2009).
- Harrison Birtwistle, Deep Time (2016) pour orchestre.
- Cameron Lam, Yggdrasil: The World Tree (2017): concerto pour clarinette contrebasse and orchestre d'harmonie.

### Musique contemporaine
La clarinette contrebasse est fréquemment utilisée en musique électronique vivante ((en) live electronic music).

#### Œuvres en solo
- Gérard Grisey, Anubis, Nout (1983), à la mémoire de Claude Vivier: 2 pièces pour clarinette contrebasse solo.
- Franco Donatoni, Ombra (1984): Deux pièces pour clarinette contrebasse.
- Patrice Sciortino, Clef (1987, Gérard Billaudot éditeur): étude pour clarinette contrebasse.
- François-Bernard Mâche, Aliunde (1988)[38].
- Gerard Brophy, Twist (1993) pour clarinette solo.
- Giorgio Colombo Taccani, Golem (2004) pour clarinette contrebasse solo.
- Alex Shapiro, Deep (2004) pour clarinette contrebasse et soundscape électronique.
- Raphaël Cendo, Décombres (2006) pour clarinette contrebasse et dispositif électronique.
- Yann Robin, Art of Metal I, II, III (2007-2008) pour clarinette contrebasse métal et dispositif électronique en temps réel.
- Petra Stump-Linshalm, Uisge Beatha (2015)[39] pour clarinette contrebasse solo

#### Œuvres en ensemble
- Donald James Martino (en), Triple Concerto (1977) pour clarinette, clarinette basse, clarinette contrebasse et orchestre de musique de chambre.
- Magnus Lindberg, Kraft (1985) pour ensemble concertant et électronique.
- Brian Ferneyhough, 
  - The Doctrine of Similarity (1999-2000) pour chœur et instruments.
  - Les Froissements des Ailes de Gabriel (2003) pour guitare et ensemble.
- Liza Lim (1966), Machine for Contacting the Dead (1999-2000) pour clarinette basse et contrebasse, violoncelle et ensemble.
- Wolfgang Rihm, Grund-Riss (2008), étude pour trois instruments dans l’extrême-grave : clarinette contrebasse, trombone contrebasse, saxophone contrebasse.

### Musiques de film
La clarinette contrebasse a été très utilisée dans les musiques de films, notamment par Bernard Herrmann dans les films d'Alfred Hitchcock et également dans les films de Charlie Chaplin.
On la retrouve également de façon très présente dans les séries télévisées des années 1950-1970 où les harmoniques de son spectre sonore passe beaucoup mieux que celui du contrebasson au travers des haut-parleurs des téléviseurs. La clarinette contrebasse est adaptée pour les scènes de suspense, voire d'horreur et elle est brillante en duo ou en trio avec des clarinettes basses, possédant la capacité d'avoir une intonation magnifiquement ajustée dans les sons les plus graves.
- Jason et les Argonautes (1963) : Bernard Hermann écrit un long duo de clarinettes basse et contrebasse[41]
- Dans une scène de l'épisode  Catspaw de la série Star Trek (1967), le compositeur Gerald Fried écrit un duo pour clarinettes basse and contrebasse[42].
- Malcolm Williamson, Les Horreurs de Frankenstein (1970) : Malcolm Williams compose une partition incluant 8 parties de clarinette de la sopranino à la contrebasse
- Henry Mancini, Le Visiteur de la nuit (1971)[43].
- Elliot Goldenthal, Entretien avec un vampire (1994): La clarinette contrebasse dispose de nombreux passages en solo dans cette bande-son.
- Shallow Ground (2004) – musique par Steve London
- Alexandre Desplat, Valérian et la Cité des mille planètes (2017).
- Colin Stetson, Hérédité (2018).
- 1BR (en) (2019) – musique par Ronen Landa : la partition inclut des parties pour clarinette basse, clarinette contrebasse et  clarinettes en si

### Orchestration
La clarinette contrebasse, comme beaucoup d'instruments secondaires, a souffert d'une  réputation de rareté dans les traités d'orchestration en dépit de son emploi fréquent dans la musique de film américaine; ce qui a influencé négativement des générations de jeunes compositeurs.

« La clarinette contrebasse est encore trop rare pour être considérée comme une ressource disponible en matière de composition symphonique. »

— Walter Piston ,  "Orchestration", édition 1955

## Clarinettiste contrebasse
La liste suivante non exhaustive cite quelques-uns des instrumentistes ayant une activité significative avec la clarinette  contrebasse et sa promotion, indépendamment des styles musicaux (classique, jazz , musique contemporaine, improvisation...) :
- Jason Alder (en)
- Armand Angster
- Alain Billard, clarinettiste à l'IRCAM
- Hamiet Bluiett (en)
- Sebastian Borsch
- Mwata Bowden (en)
- Anthony Braxton

- James Carter
- Sandro Cerino
- Ernst Ulrich Deuker (en)
- Douglas Ewart (en)
- Pierre Louis Garcia-Leccia
- Vinny Golia (en)
- Edward “Kidd” Jordan
- Hans Koch
- Brian Landrus (en)
- John McCowen
- Marco Antonio Mazzini (en)

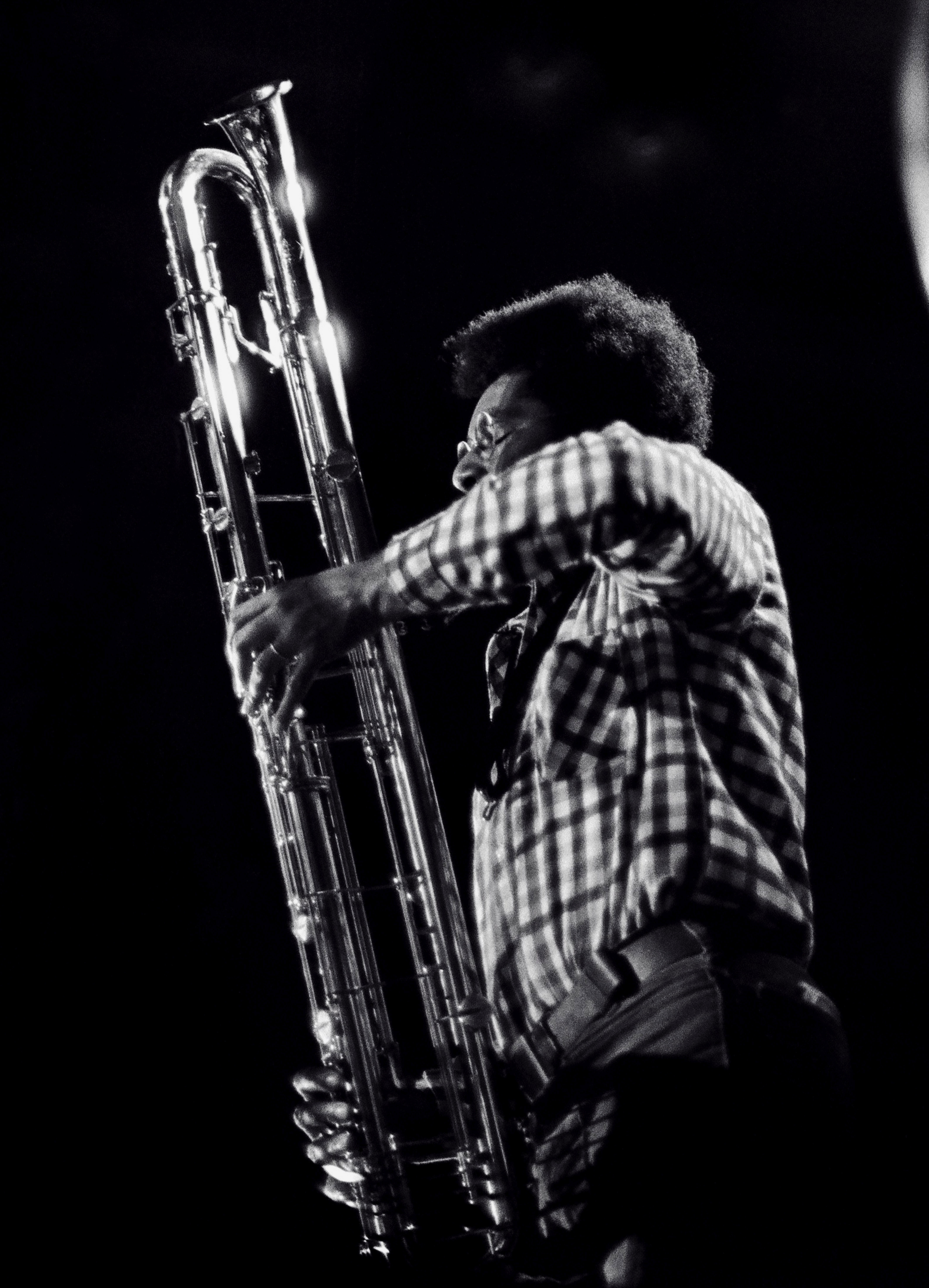
Anthony Braxton jouant une clarinette contrebasse paperclip Leblanc à Rochester (New York) 1976.

- Cyrille Mercadier, clarinettiste et luthier parisien qui a restauré le prototype de clarinette octo-contralto Leblanc pour le musée des instruments à vent de La Couture-Boussey
- Ernesto Molinari
- Leroi Moore
- Theo Nabicht[45]. Depuis 2007, Theo Nabicht joue avec la clarinette contrebasse Selmer de Wolfgang Stryi.
- Michel Portal

- Paolo Ravaglia (en)
- Fie Schouten

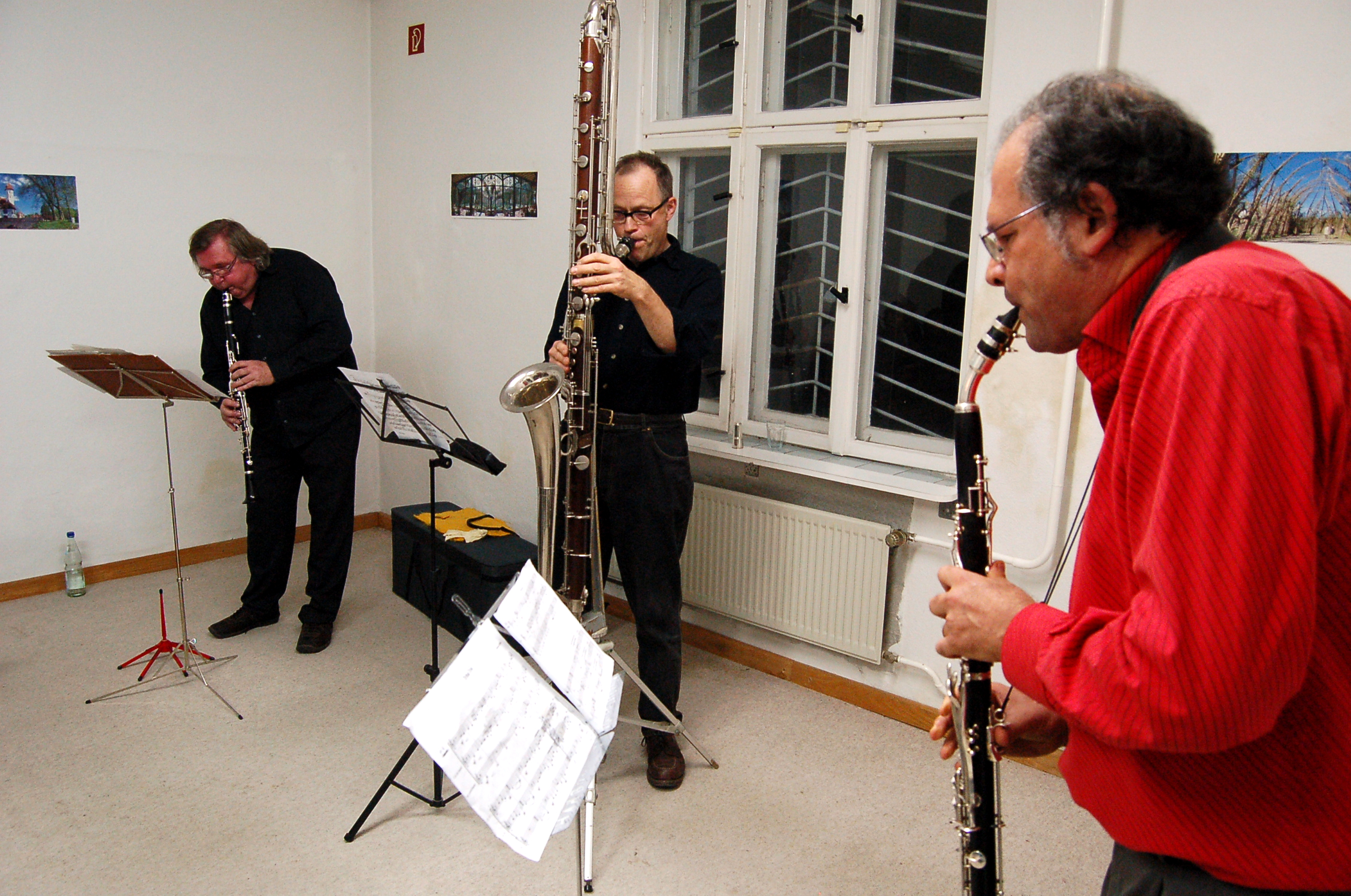
Différents instruments de la famille des clarinettes joués par le Tribal Clarinet Trio : à gauche clarinette en sol grave (Theo Jörgensmann), au milieu clarinette contrebasse Selmer (Ernst Ulrich Deuker), à droite cor de basset (Etienne Rolin).

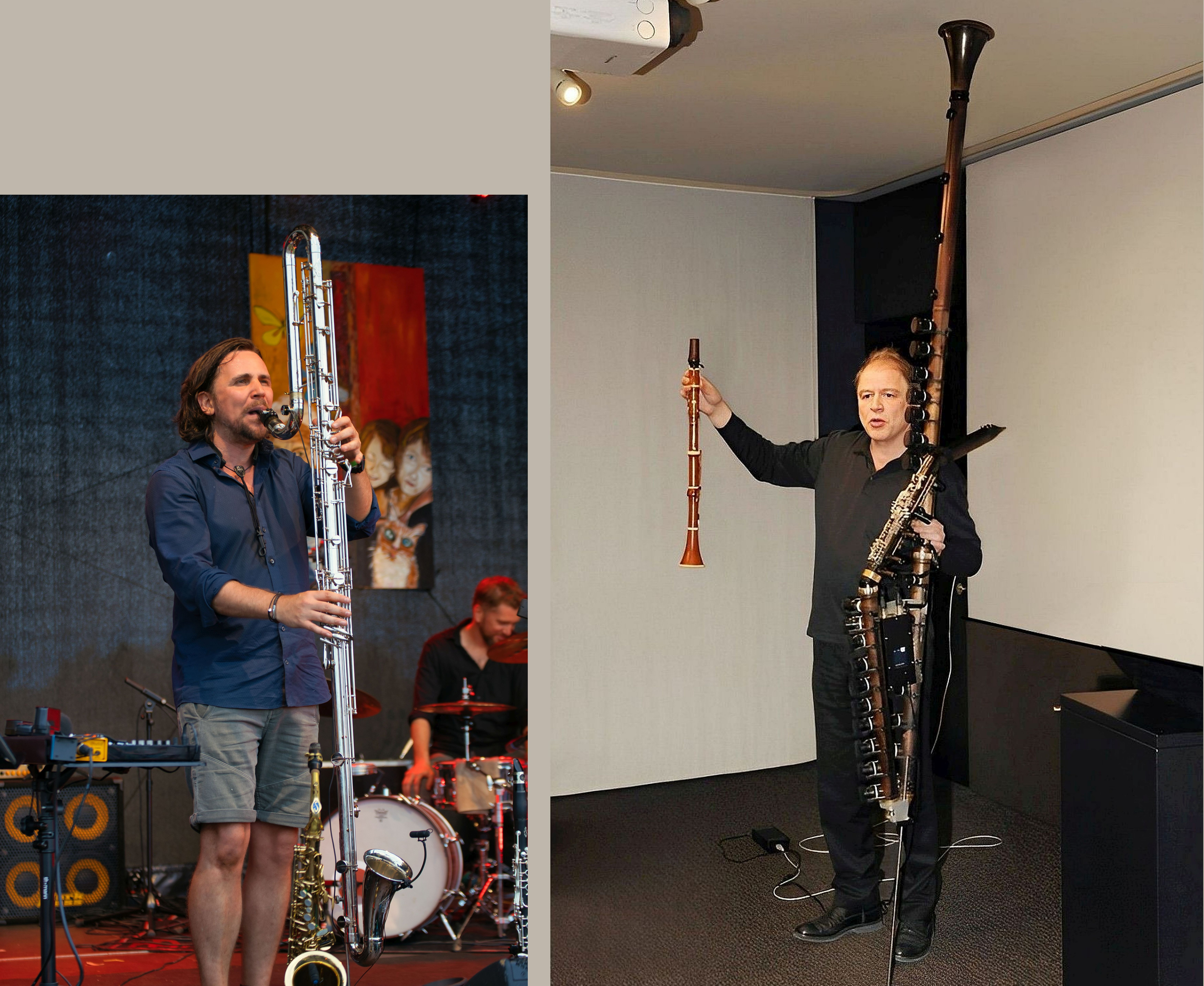
Christoph Pepe Auer avec clarinette contrebasse droite en métal Leblanc Ernesto Molinari avec un modèle Contrabass Clarinet Extended et une clarinette en si bémol historique.

- Wolfgang Stryi (en) (1957-2005), clarinettiste sur l'album The Yellow Shark, compositions de Frank Zappa. Membre de l'Ensemble Modern.
- Olivier Vivarès
- Sarah Watts

### Enregistrements
- Anthony Braxton, In the Tradition (1974, label SteepleChase, SCS 1015) et In the Tradition - Volume 2 (1976, label SteepleChase, SCS 1045). Ce sont des standards de bebop joués à la clarinette contrebasse, notamment ornithology[46] de Charlie Parker et Donna Lee, joués avec une agilité presque comparable à celle d'un saxophoniste.
- Pierre Louis Garcia
  - Oldlegum , enregistré au New Morning (KPP, 1988).
  - 5/SOLO, (label Palestro, 2021)[47].
- Charles Mingus, Epitaph (version 1989, label Columbia): composition de Jazz, album posthume enregistré par un orchestre de 30 musiciens dirigé par Gunther Schuller.
- Lucien Dubuis Trio & Marc Ribot (2009, Enja Records – ENJ-9540 2): album ouvert sur plusieurs styles musicaux du jazz au rock.
- John McCowen, Solo Contra (2017, IARC0015), album CD pour clarinette contrebasse solo.

Jason Adler a établi une liste des principaux enregistrements existants à la clarinette contrebasse.

## Enseignement
Compte-tenu de sa rareté et de son prix, cet instrument n'est pas enseigné dans les conservatoires de musique en France.
Il est essentiellement pratiqué par les clarinettistes expérimentés ou professionnels.
Il existe des Master classes et des workshops dispensés par les spécialistes de l'instrument à destination des instrumentistes et des compositeurs pour les aider à aborder ses particularités et les techniques de jeu étendues (effet sonore, doigtés polyphoniques, quart de ton…).

## Citation
« La clarinette contrebasse : "Beaubourg en miniature". »

— Alain Billard, France Télévisions